# 環西路 (中壢區)
環西路為臺灣桃園市中壢區的重要幹道之一。起於民族路與民族路二段，銜接環南路；止於民權路二段，銜接環北路。全線以志廣路分為兩段，屬於中壢平鎮外環道路系統。全路段隸屬省道台1線的一部分，其中志廣路至民族路與民族路二段與市道112號共線。

## 沿經行政區域
- 桃園市
  - 中壢區

## 分段
- 環西路:民族路與民族路二段-志廣路
- 環西路二段:志廣路-民權路二段

## 車道配置
- 全線:雙向各二車道並設置中央綠化分隔島

## 沿線設施

### 環西路
(由南至北)
- 五福青果形象商圈
- 第一商業銀行平鎮分行(68號)[1]
- 臺灣新光商業銀行壢新分行(121號)[2]
- 新光人壽中壢大樓(121號)[3]

### 環西路二段
- 國立中央大學附屬中壢高級中學(三光路115號)[4]